# Tissy
Horváth Tünde, művésznevén: Tissy, énekesnő, az Ámokfutók egykori táncosa.

## Pályája
Már gyerekkorától zenei tanulmányokat folytatott, zongorázni, szaxofonozni és fuvolázni tanult.  Játszott gyermekszínházban.
1990-ben a Magyar Rádió Tessék választani! c. tánczenei bemutatóján szerepelt.
Karrierje 1994-ben az Ámokfutókban kezdődött, amelyben Kozsóval és Jakab Györggyel (Jee-Jee) zenélt együtt, pontosabban az együttes táncosa volt. Két év után szétváltak útjaik, Tissy állítólagos drogfogyasztása miatt.Kozso más tagokkal vitte tovább az együttest, Tissy pedig külföldre ment a vendéglátóiparban dolgozni.
2000-ben hazatért és szólókarrierbe kezdett: kiadta Nem segíthet más című kislemezét. A Magyar Filharmónia operaszaka ösztöndíjasának, Németh Lujzának tanítványa lett, majd megjelent első albuma. 2000. szeptember 1-én a Budai Parkszínpadon volt első önálló koncertje, ahol ismert dalai mellett Barbara Streisand és Whitney Houston legszebb dalait, valamint népszerű operettslágereket is előadott.

## Szólólemez
| Év   | Album                       | Legmagasabb helyezés                   | Minősítés |
| Év   | Album                       | MAHASZ Top 40 album- és válogatáslemez | Minősítés |
| ---- | --------------------------- | -------------------------------------- | --------- |
| 2000 | Egyedül - Megjelenés: 2000. | -                                      |           |